# Обазин
Обази́н (фр. Aubazines, окс. Obasina) — коммуна во Франции, находится в регионе Лимузен. Департамент — Коррез. Входит в состав кантона Бейна. Округ коммуны — Брив-ла-Гайярд.
Код INSEE коммуны — 19013.
Коммуна расположена приблизительно в 420 км к югу от Парижа, в 85 км юго-восточнее Лиможа, в 13 км к юго-западу от Тюля.

## Население
Население коммуны на 2008 год составляло 829 человек.
| 1962 | 1968 | 1975 | 1982 | 1990 | 1999 | 2008 |
| ---- | ---- | ---- | ---- | ---- | ---- | ---- |
| 677  | 669  | 642  | 673  | 788  | 737  | 829  |

## Администрация
| Период | Период | Фамилия        | Партия                  | Примечания |
| ------ | ------ | -------------- | ----------------------- | ---------- |
| 1959   | 1977   | Эмиль Буи      |                         |            |
| 1977   | 1995   | Леон Канар     |                         |            |
| 1995   |        | Жан-Пьер Шузну | Социалистическая партия |            |

## Экономика
В 2007 году среди 497 человек в трудоспособном возрасте (15-64 лет) 381 были экономически активными, 116 — неактивными (показатель активности — 76,7 %, в 1999 году было 70,5 %). Из 381 активных работали 350 человек (178 мужчин и 172 женщины), безработных было 31 (18 мужчин и 13 женщин). Среди 116 неактивных 33 человека были учениками или студентами, 50 — пенсионерами, 33 были неактивными по другим причинам.

## Достопримечательности
- Бывший мужской монастырь Сент-Этьен (XII век). Памятник истории с 1840 года[3]
- Бывший женский монастырь Куару (XII век). Памятник истории с 1988 года[4]
- Кромлех Пюи-де-Польяк. Памятник истории с 1889 года[5]

## Фотогалерея

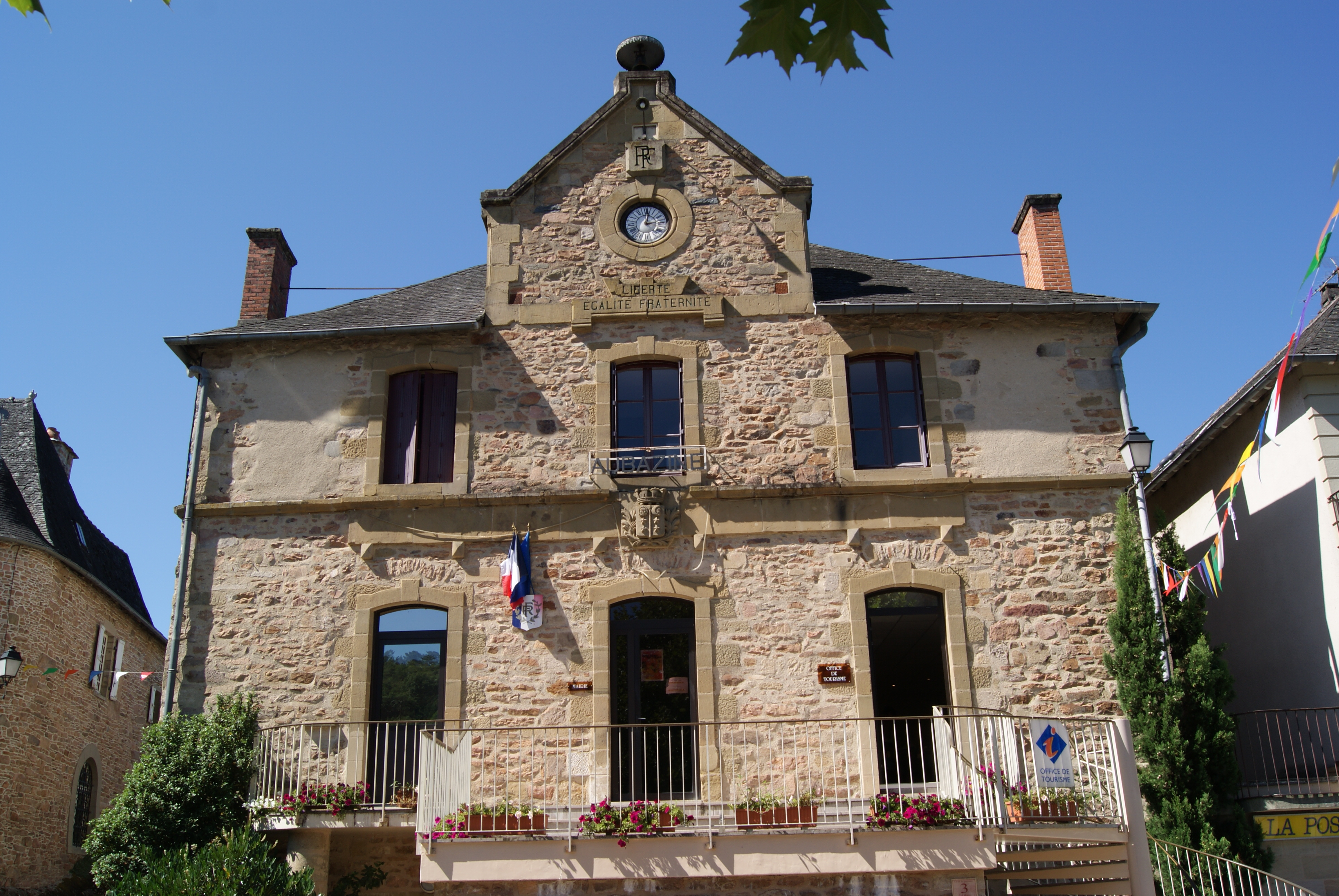
Мэрия
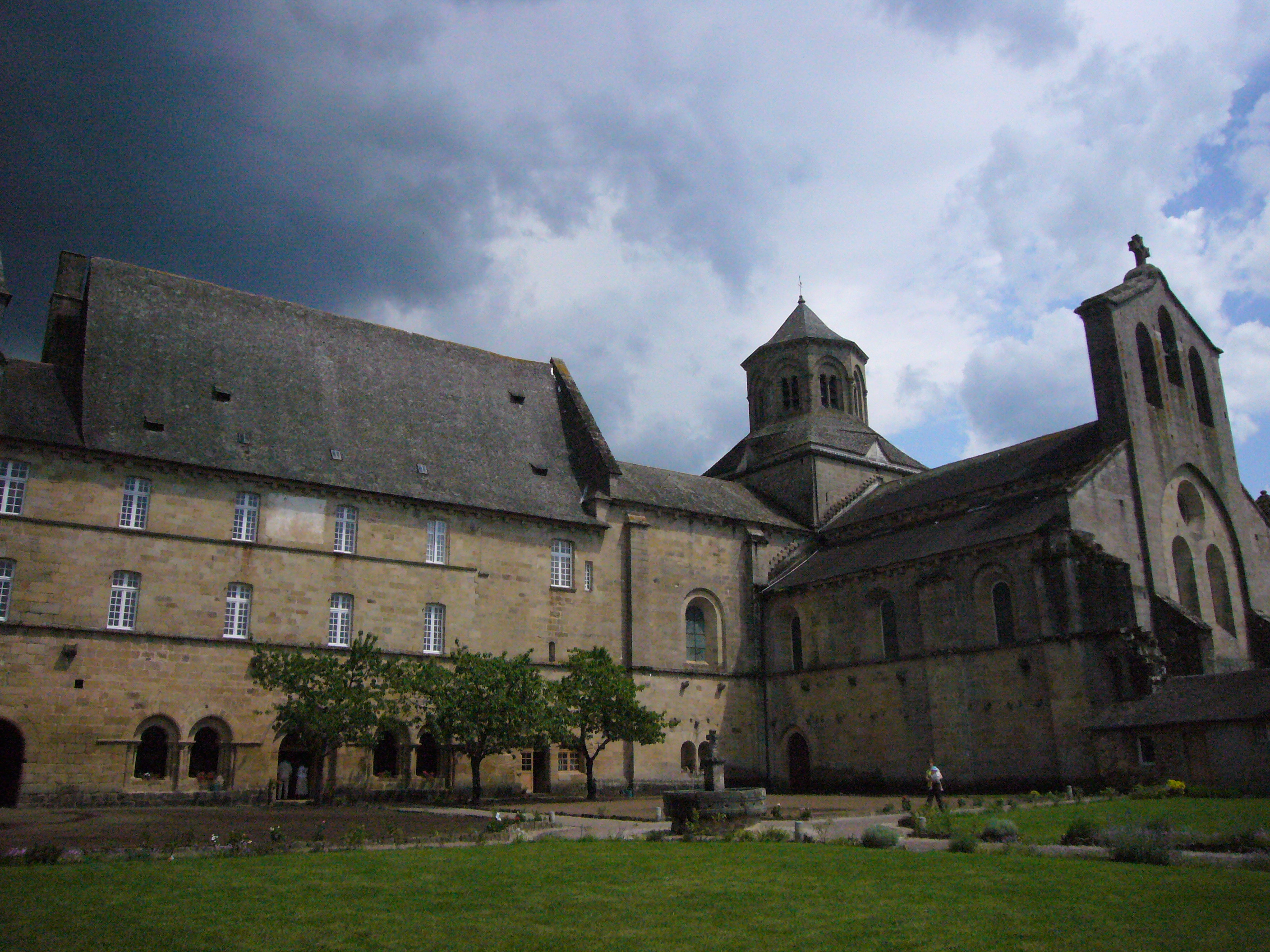
Монастырь Сент-Этьен
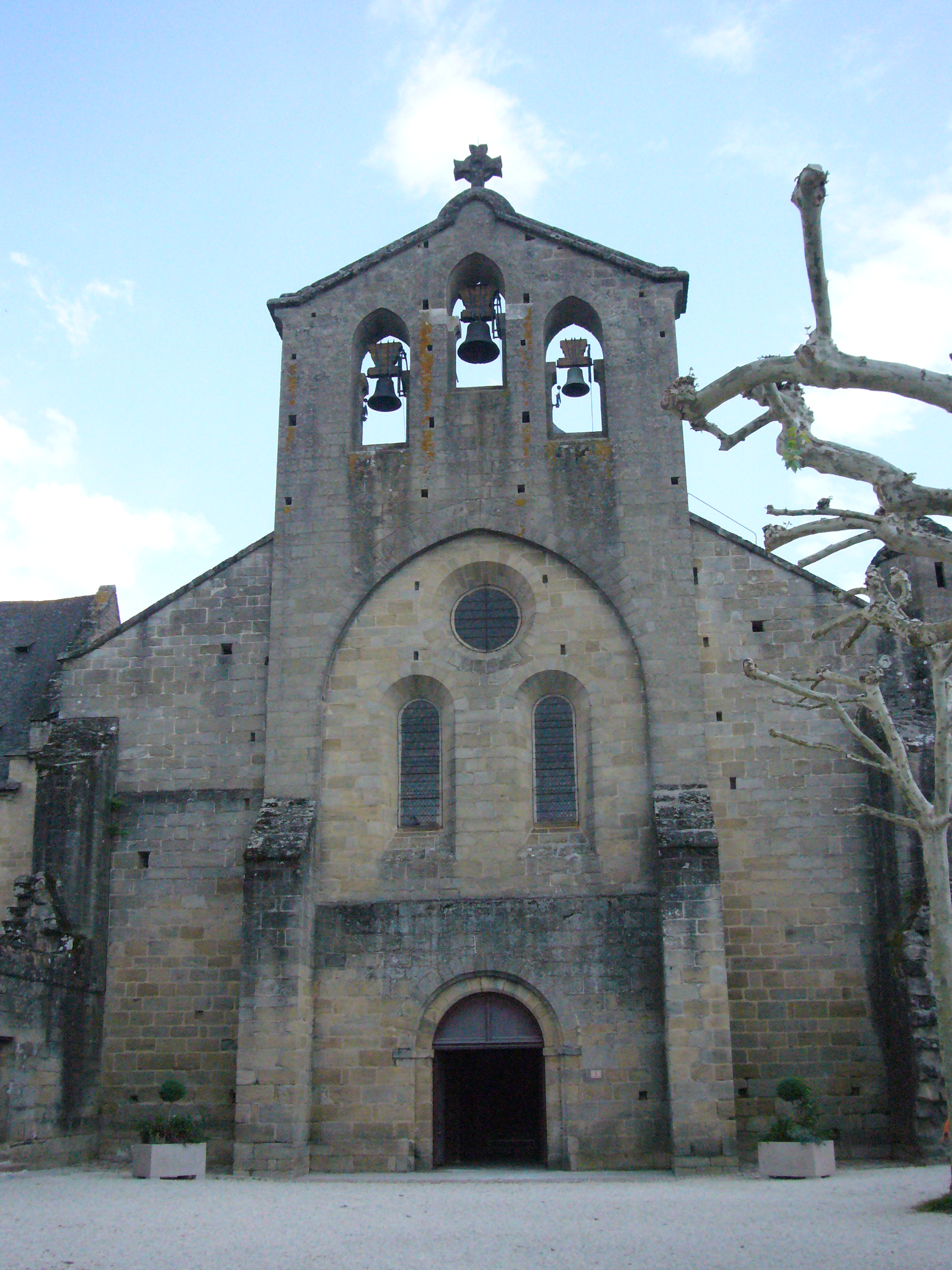
Церковь монастыря Сент-Этьен